# Adrian Scott
 Robert Adrian Scott (* 6. Februar 1911 in Arlington, New Jersey; † 25. Dezember 1972 in Sherman Oaks, Los Angeles, Kalifornien) war ein US-amerikanischer Drehbuchautor und Filmproduzent, der zu den sogenannten Hollywood Ten gehörte. 

## Leben

### Drehbuchautor und Filmproduzent
Scott, der aus einer aus Irland kommenden katholischen Familie der Mittelschicht stammte, arbeitete zunächst als Artikelschreiber für verschiedene Zeitschriften, ehe er 1940 seine Arbeit als Drehbuchautor in der Filmwirtschaft Hollywoods begann. In den folgenden Jahren schrieb er Drehbücher für Filme wie das Filmdrama Keeping Company (1940) von Sylvan S. Simon, den Western The Parson of Panamint (1941) sowie die Filmkomödie We Go Fast (1941) von William C. McGann und die romantische Filmkomödie Mr. Lucky (1943) von H. C. Potter.
1944 entstand in Zusammenarbeit mit Regisseur Edward Dmytryk und Drehbuchautor John Paxton der wegweisende Film noir Murder, My Sweet, der auf Raymond Chandlers Roman Lebwohl, mein Liebling (Farewell My Lovely, 1940) basierte und in dem Dick Powell die Rolle des Philip Marlowe spielte. Weitere Filme von Scott, Dmytryk und Paxton waren Cornered (1945), in dem wiederum Dick Powell mitwirkte, Unvergessene Jahre sowie Im Kreuzfeuer (beide 1947). Zwischenzeitlich produzierte Scott 1946 den nach einem Drehbuch von Clifford Odets von Regisseur Harold Clurman inszenierten Mystery-Thriller Deadline at Dawn, der auf einem Roman Cornell Woolrichs basierte.

### Karrierehöhepunkt und Berufsverbot

#### Karrierehöhepunkt mitIm Kreuzfeuer
Ebenfalls 1947 entstand in Zusammenarbeit mit Regisseur Dmytryk und Drehbuchautor Paxton mit Im Kreuzfeuer (Crossfire) Adrian Scotts Meisterwerk. Der Film, der sich als erster US-amerikanischer Film mit dem Thema Antisemitismus auseinandersetzte, gewann bei den Internationalen Filmfestspielen von Cannes 1947 den Prix du meilleur film social (Sonderpreis für den besten sozialkritischen Film) sowie den Edgar Allan Poe Award 1948 für den besten Film (Regisseur Edward Dmytryk, Drehbuchautor John Paxton, Autor Richard Brooks, Produzent Dore Schary und Co-Produzent Adrian Scott). Darüber hinaus erhielt der Film bei der Oscarverleihung 1948 Nominierungen in den Kategorien Bester Film,  Beste Regie (Edward Dmytryk), Bester Nebendarsteller (Robert Ryan), Beste Nebendarstellerin (Gloria Grahame) sowie Bestes adaptiertes Drehbuch (John Paxton).

#### „Hollywood Ten“ und Berufsverbot
Kurz darauf wurden Scott und Dmytryk, die auf dem Höhepunkt ihrer Karriere waren, 1947 vor das Komitee für unamerikanische Umtriebe (HUAC) geladen, um über Mitgliedschaften in der Kommunistischen Partei der USA auszusagen. Als Teil einer gemeinsamen Verteidigung, die von Anwälten der Kommunistischen Partei, dessen Mitglied Scott seit 1944 war, eingesetzt wurde, verweigerten er und Dmytryk sowie acht weitere Personen (Alvah Bessie, Herbert Biberman, Lester Cole, Ring Lardner Jr., John Howard Lawson (Vorsitzender der CPUSA in Hollywood), Albert Maltz, Samuel Ornitz und Dalton Trumbo) die Aussagen.
Diese als Hollywood Ten bekannt gewordene Gruppe von Drehbuchautoren, Schauspielern, Produzenten und Regisseuren gaben nur ihre Namen und Adressen an und lehnten auch die Befragung zu ihrer Mitgliedschaft in der Screen Writers Guild durch das Komitee ab. Dabei beriefen sich die Zehn auf den ersten Zusatzartikel der US-Verfassung, da sie in der Befragung durch den Ausschuss zu ihrer politischen Einstellung einen verfassungswidrigen Eingriff in ihre Privatsphäre sahen.
Daraufhin wurden alle Mitglieder der Hollywood Ten der Missachtung des US-Kongresses für schuldig befunden und verurteilt. Scott wurde zu einer Freiheitsstrafe von einem Jahr sowie einer Geldstrafe von 1.000 US-Dollar verurteilt und wie die anderen auf Hollywoods Schwarze Liste aufgenommen, so dass er fortan nicht mehr in der Filmindustrie unter seinem Namen arbeiten konnte.
Dmytryk änderte später seine Haltung und erklärte sich zur Zusammenarbeit mit dem HUAC bereit. Am 25. April 1951 sagte Dmytryk vor dem HUAC aus und erklärte, dass Scott ihn gezwungen hätte, kommunistische Propaganda in seinen Filmen zu verwenden.
Scott wehrte sich gegen seine Aufnahme auf die Schwarze Liste Hollywoods und verklagte RKO Pictures wegen ungerechtfertigter Kündigung. Seine Klage wurde allerdings 1957 vom Obersten Gerichtshof der USA zurückgewiesen. Während dieser Zeit verdiente er seinen Lebensunterhalt, indem er unter Pseudonymen Drehbücher für Fernsehserien wie Lassie oder Die Abenteuer von Robin Hood schrieb.

### Familie
Scott war drei Mal verheiratet, darunter in zweiter Ehe vom 9. Februar 1945 bis zum 23. August 1948 mit der Schauspielerin Anne Shirley. In dritter Ehe war er von 1955 bis zu seinem Tod mit der Drehbuchautorin Joan LaCour verheiratet. Er starb 1972 an einem Bronchialkarzinom.
Adrian Scott war ein jüngerer Bruder des Drehbuchautors Allan Scott und Onkel von dessen Tochter, der Schauspielerin Pippa Scott. 

## Auszeichnungen
- 1948: Edgar Allan Poe Award für den besten Film